# 277
277 (CCLXXVII) je bilo navadno leto, ki se je po julijanskem koledarju začelo na ponedeljek.

## Dogodki
- 1. januar

## Smrti
- 26. februar - Mani - Perzijski prerok, voditelj manihejstva (* 216)